# Manettia lutescens
Manettia lutescens là một loài thực vật có hoa trong họ Thiến thảo. Loài này được (Vell.) K. Schum. mô tả khoa học đầu tiên năm 1889.